# Лиофиллум
Лиофи́ллум (лат. Lyophyllum) — род пластинчатых грибов семейства Lyophyllaceae. Представители рода иногда носят название «рядовка».

## Описание
К роду относят грибы с белым споровым порошком; растут плотными группами, часто срастаясь основаниями ножек. Плодовые тела мясистые, белые, сероватые, буроватые, у некоторых видов при подсыхании темнеют. Шляпки неправильные, горбовидные, плоскопритупленные или воронковидные. Пластинки приросшие. Ножки гладкие, ровные или утолщающиеся к основанию, иногда эксцентрические. Мякоть упругая. От близких родов рядовка (Tricholoma) и говорушка (Clitocybe) род Lyophyllum отличают, в основном, по микроскопическим признакам. Экологически это почвенные сапрофиты, реже — микоризные грибы, растущие на перегнойной почве, лесной подстилке, разлагающейся древесине.

## Виды
Род включает около 25 видов. В России примерно 7 видов, среди которых наиболее известны лиофиллум сросшийся и лиофиллум скученный.
- Lyophyllum connatum — Лиофиллум сросшийся, или Рядовка сросшаяся
- Lyophyllum decastes — Лиофиллум скученный, или Рядовка скученная
- Lyophyllum eustygium
- Lyophyllum favrei
- Lyophyllum fumosum — Лиофиллум дымчато-серый
- Lyophyllum gangraenosum
- Lyophyllum hypoxanthum
- Lyophyllum infumatum — Лиофиллум оливково-серый
- Lyophyllum konradianum
- Lyophyllum leucophaeatum
- Lyophyllum loricatum — Лиофиллум панцирный
- Lyophyllum palustre — Лиофиллум болотный
- Lyophyllum semitale
- Lyophyllum shimeji
- Lyophyllum transforme
- Lyophyllum trigonosporum